# Leucauge magnifica
Leucauge magnifica este o specie de păianjeni din genul Leucauge, familia Tetragnathidae, descrisă de Yaginuma, 1954. Conform Catalogue of Life specia Leucauge magnifica nu are subspecii cunoscute.